# Jack Ewing
Jack Ewing a Dallas című sorozat egyik szereplője, megszemélyesítője Dack Rambo volt 1985-től 1987-ig. 

## Háttér
Jack 1951-ben született Alaszkában, Jason és Nancy Ewing fiaként. Később megszületett a húga is, Jamie Ewing. Jack összeházasodott April Stevens-el, majd el is vált tőle, mielőtt Dallasba érkezett volna.

## Történet
Jack 1985-ben érkezett meg Dallasba, hogy segítsen unokatestvéreinek, Jockey Ewingnak és Bobby Ewingnak abban, hogy megállítsák Cliff Barnest és Jamie Ewing-ot a tervükben, miszerint fel akarták osztani a Ewing Olajtársaságot. (Jamie felbukkant Dallas-ban egy dokumentummal, amelyben az állt, hogy a Ewing Olajtársaságnak három tulajdonosa van: Jock Ewing, Jason Ewing és Digger Barnes. A dokumentum az 1930-as években íródott). Így Bobby, Jockey, Jack, és Ray elkezdték az ellentámadást. Kiderítették, hogy később Jock megvette Jason és Digger részvényeit. A segítségéért Jack 10%-os részesedést kapott a Ewing Olajtársaságból. Jack elvitte őket Wally Wyndam-hoz, aki azt mondta, hogy bizonyos dokumentumok Jock első feleségénél, Amanda-nál vannak. Bobby meg is szerezte azt az iratot, miszerint a Ewing Olajtársaság-nak egyetlen tulajdonosa van, és az Jock Ewing. A tárgyalás sikeresen lezajlott a bizonyítékoknak köszönhetően. 
Az "Álomévad" alatt Jack elkezdte a munkát a Ewing Olajtársasában, és ez idő alatt megismerkedett Angelica Nero-val a Marinos Hajózási Vállalat vezérigazgatójával. Kiderült, hogy Jack megszólalásig hasonlít az nyugdíjas munkáltatójára, Dimitri Marinos-ra, és Angelica meggyőzte Jack-et, hogy jelenjen megy egy konferencián, mint Dimitri. Így az emberek azt hitték, hogy Dimitri beteg volt, de valójában már meghalt. Eközben Angelica asszisztense, Grace és Jack között szerelmi viszony alakult ki, és Grace elárulta Jack-nek, hogy ez a jelent azzal fog zárulni, hogy Angelica nyilvánosan megöli Jack-et. A konferencia ideje alatt Angelica-nak nem sikerült megölnie Jack-et, de később bosszút állt Jack-en: egy bombát ültetett a kocsijába, de Jack helyett Jamie halt meg. Szerencsére mindez nem történt meg, mivel kiderült, hogy mindez csak Pamela álma volt.
1986-ban felbukkant Jack volt felesége, April Stevens, ugyanis követelte a Ewing Olajtársaság 10%-ból az 5%-ot. April bebizonyította neki, hogy a válás során a tárgyaláson a bíró neki ítélte a jövőben Jack minden részesedésének a felét. Azonban Jack eladta 10%-os részét, egy dollárért a húgának, Jamie-nek. Miután Jamie meghalt, Jack vallomást tett a bíróságon, arról, hogy ő eladta a részvényeit Jamie-nek, direkt azért, hogy ezzel kikosarazza volt feleségét. A bíró elrendelte, hogy April kapja meg az 5%-át. Ezt követően, Jack elhagyta Dallast.

## Dallas (2012, televíziós sorozat)
Miután Jack megszemélyesítője, Dack Rambo meghalt 1994-ben, így Jack soha nem fog visszatérni az új sorozatban. Így maga a karakter is elhunyt 1994-ben, és ezzel véget ért Jason Ewing családjának vérvonala.

## Fordítás
- Ez a szócikk részben vagy egészben  a   Jack Ewing című angol Wikipédia-szócikk fordításán alapul.  Az eredeti cikk szerkesztőit annak laptörténete sorolja fel. Ez a jelzés csupán a megfogalmazás eredetét és a szerzői jogokat jelzi, nem szolgál a cikkben szereplő információk forrásmegjelöléseként.